# ハイブリッド飛行船

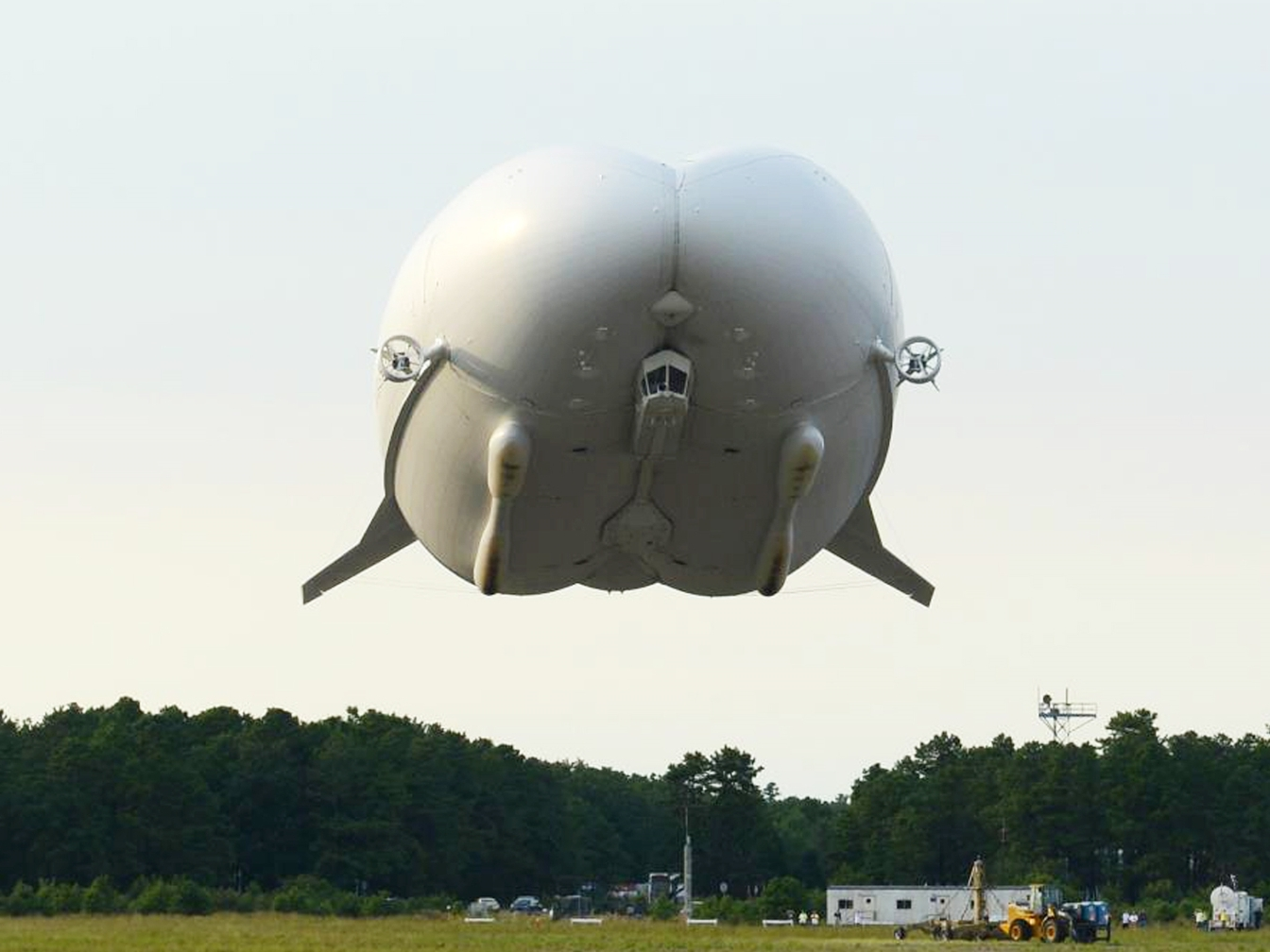
ハイブリッド・エアランダー 10（HAV 304）

ハイブリッド飛行船（英語: Hybrid airship）は、機体内部に充填された比重が軽い気体の浮力と、動力で発生させる揚力との組合せによって浮揚する飛行船である。気体の比重のみで浮上可能な従来の飛行船（軽飛行船）と区別するため、重飛行船とも呼ばれる。
機体の平均比重が空気より重いという定義に則れば重航空機に分類される航空機であるが、公式には分類されていない。

## 概要
従来の飛行船は運行費が安いが、大きさの割に積載重量が少なく運行速度が低いなど、いくつかの点で欠点がある。加えて、飛行船の地上取り扱いの難しさは致命的で、歴史上は主要な交通手段として扱われることはなかった。純粋なLTA飛行船が着陸のために進入するときは中立浮遊であり、風バフェッティングの影響を受けやすい。わずかな微風の中でさえ、係留柱に固定するためにはマスト車と大勢の地上職員が必要になり、地上業務には大きな危険を伴うこともしばしばあった。
重航空機は飛行船が持つ欠点を克服する一方、揚力を発生するために高い出力を持つ動力を必要とし、飛行機は滑走路も必要とする。
ハイブリッド飛行船は、取り扱いに困難を要する飛行船と高速で運行費の高い重航空機との中間を埋めることを目的として開発される。同時に、揚力と浮力を組み合わせることで、ほかの手段では成し得ない航空積載量の実現を期待して開発が進められている。
ハイブリッド飛行船が浮揚する機構の概念は、ヘリウムのような空気より軽い気体による浮力と、回転翼や固定翼発生させる揚力との組合せである。胴体部分も揚力を発生するような形状に工夫されて、既存のリフティングボディを採用した飛行機での航空力学的な取り組みに非常によく似ている。
CNNではこうしたハイブリッド飛行船を「次世代の航空機」として紹介している。 
ツェッペリンNTのような現代の飛行船は上昇下降や旋回などでの応答性を改善するために偏向推進器を搭載しているが、船体重量はほぼ浮力のみによって支えられているため、飛行船に分類される。しかし公式にはハイブリッド飛行船と偏向推進器を備えた軽飛行船が区別されていないため、ツェッペリンNTもハイブリッド飛行船とみなされる場合がある。

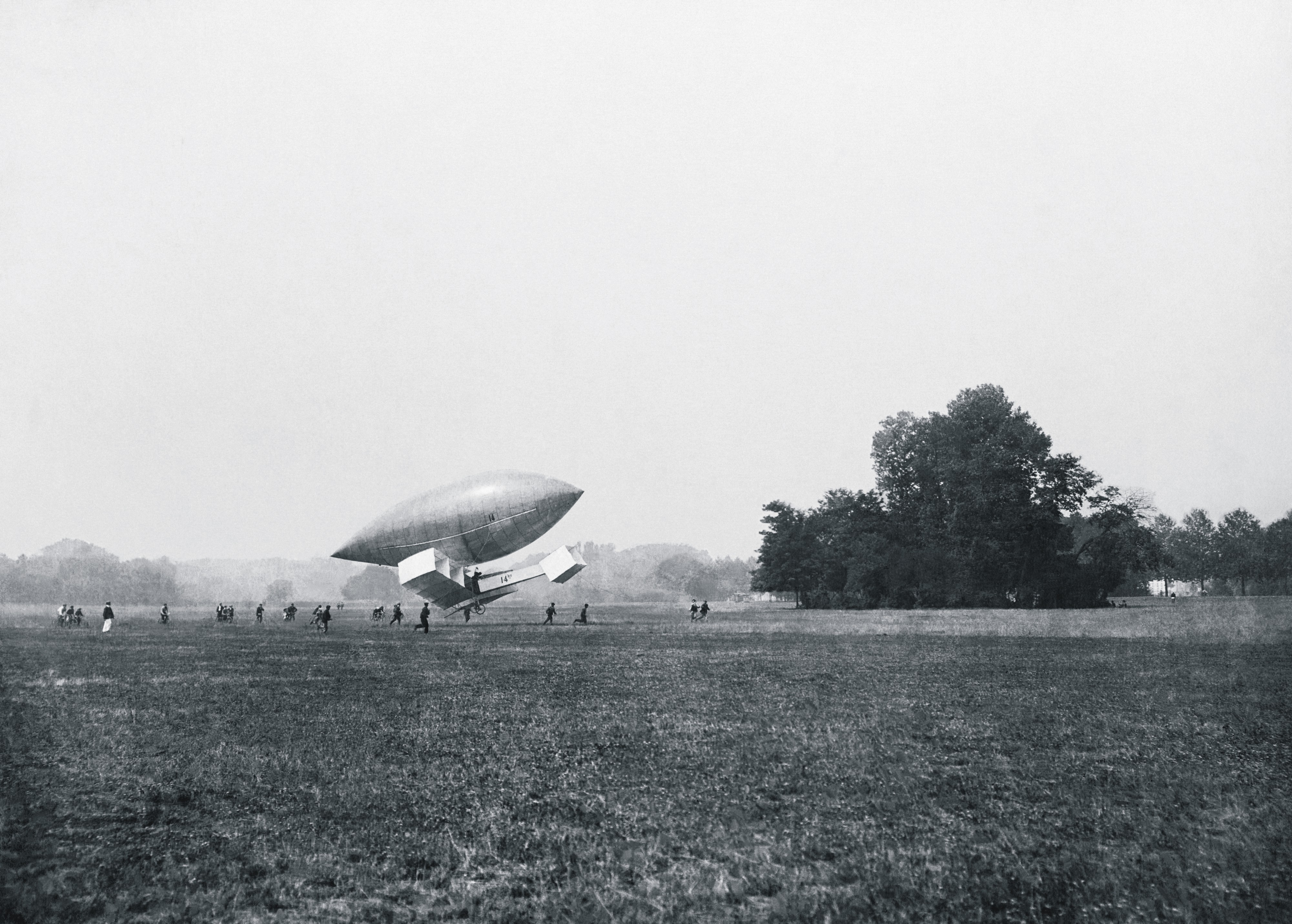
サントス・デュモンの14-bis(1906年)

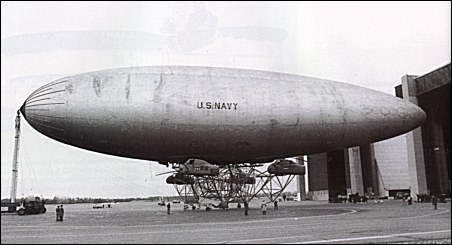
パイアセッキ PA-97(1986年)

## 歴史
長年にわたって多くの案が提案され、技術が進歩しているにもかかわらず、ハイブリッド飛行船の開発は実験的な段階にとどまり、実用化されていない。
1905年、アルベルト・サントス・デュモンはハイブリッド飛行船の最初の試みとも言えるものを製作した。世界的にも最も熟練したパイロットであったサントス･デュモンが製作した14号機は飛行船の気嚢と飛行機の骨格を組み合わせたものであったが、失敗に終わった。
1986年、4基の回転翼と軟式飛行船を組み合わせたパイアセッキ PA-97が、林業における重量物運搬手段として試作された。
2000年には、当時存在したAdvanced Technologies Groupによって、"SkyKitten"と呼ばれる12mの縮小模型が飛ばされた。
アメリカ国防高等研究計画局 (DARPA)は2005年、超重量物の航空運搬技術を調査することに焦点を当てた技術開発戦略としてWALRUS計画を発足し、2007年に終了した。
2006年、SkyCat技術によるロッキード・マーティン社製P-791の有人飛行試験は、技術の大きな進歩を提示し、現在も開発が続けられてエアロスクラフトに至る。エアロスクラフトは約500立方メートルという巨大な内部空間を持つ400トン級ハイブリッド飛行船である。また、似たものとしてWalrus HULAという約500トンの積載能力を持った超大型ハイブリッド飛行船がある。これらは低速ながら航空機とは比較にならないほどの貨物積載能力を持ち、民間旅客機や軍用輸送機の用途に向けて開発されている。
|            | 代表的な輸送機 (C-130ハーキュリーズ) | エアロスクラフト | Walrus HULA             |
| ---------- | ------------------------------------ | ---------------- | ----------------------- |
| 最高速度   | 約620 km/h                           | 約222 km/h       | - km/h                  |
| 航続距離   | 約4,000 km                           | - km             | 22,000 km（12,000海里） |
| 全長       | 29.8 m                               | 64 m             | - m                     |
| 全幅       | 40.4 m                               | 36 m             | - m                     |
| 全高       | 11.7 m                               | 17 m             | - m                     |
| 最大積載量 | 約40 t                               | 約500 m2         | 500 - 1,000 t           |